# 중간긴가락박쥐
중간긴가락박쥐(Miniopterus medius)는 긴가락박쥐과에 속하는 박쥐의 일종이다. 인도네시아(자와 섬과 칼리만탄 섬, 술라웨시 섬)와 말레이시아 그리고 태국에서 발견되며, 파푸아뉴기니와 솔로몬 제도에서도 서식하는 것으로 추정하고 있다.

## 특징
몸통 길이가 42~60mm이고 전완장이 40~48.2mm, 꼬리 길이가 42.6~59mm인 작은 박쥐이다. 발 길이는 8~11mm, 귀 길이는 8.6~14.7mm, 몸무게는 최대 12.1g이다. 등쪽 부분은 회갈색 또는 적갈색을 띠는 반면에 배쪽 부분은 갈색과 회색이다.

## 생태
동굴과 바위틈, 굴 속에 엄청난 무리를 지어 생활한다. 낮은 온도에서는 무기력증에 빠진다. 먹이는 주로 냇가와 숲 속을 날아다니는 곤충이다. 3월과 5월 사이에 새끼를 밴 암컷이 포획된다.

## 분포 및 서식지
태국 반도의 남단과 말레이반도, 자와섬, 보르네오섬, 아남바스 제도, 뉴기니섬 동부, 뉴브리튼섬, 뉴아일랜드섬, 솔로몬제도 북부의 부카섬에 파편적으로 분포한다. 열대 저지대 숲과 딥테로카르푸스 숲에서 서식한다.